# Yêu đi, đừng sợ!
Yêu đi, đừng sợ! (tựa tiếng Anh: Kiss & Spell) là bộ phim điện ảnh kinh dị hài, lãng mạn phát hành năm 2017 của Việt Nam do Stephane Gauger đạo diễn và đồng biên kịch với Nguyễn Thanh Hà dựa theo bộ phim 오싹한 연애 (tựa tiếng anh: Spellbound) sản xuất năm 2011 của Hàn Quốc. Bộ phim có sự tham gia của các diễn viên Nhã Phương, Ngô Kiến Huy, Kiều Minh Tuấn, Ái Phương, Puka.

## Nội dung
Tùng, một ảo thuật gia trẻ, trong lúc biểu diễn đường phố đã bắt gặp Phương, cô gái có vẻ gì đó bí ẩn, Tùng tò mò đi theo làm quen và sau đó mời cô tham gia vào các buổi diễn của mình. Sau thời gian cùng làm việc và tìm hiểu, Tùng mới biết được lý do Phương luôn giữ khoảng cách với mọi người.
Trong khi Phương có khả năng nhìn thấy các hồn ma và luôn bị hồn ma của người bạn thân ám ảnh, thì Tùng lại rất sợ ma. Hai người nhận thấy điểm chung này của nhau và dần phát sinh tình cảm. Khi ngày càng có nhiều hồn ma xuất hiện hơn, cuộc số của hai người và cả bạn bè của họ bị đảo lộn.

## Phân vai
- Nhã Phương ..vai Phương
- Ngô Kiến Huy ..vai Tùng
- Kiều Minh Tuấn ..vai Phúc
- Ái Phương ..vai Diễm
- Puka ..vai Trang
- Lê Hạ Anh ..vai Vân
- Cao Thái Hà ..vai Nhi
- Công Văn Dương ...
- Petey Majik ...

## Sản xuất
Năm 2016, Stephane Gauger được CJ Entertainment và HK Film mời về tham gia sản xuất phim điện ảnh Cô hầu gái, sau đó ông nhận làm đạo diễn cho một kịch bản mà họ đề nghị. Kịch bản phim gốc Spellbound được Gauger điều chỉnh, viết thêm và làm đậm nét hơn các màn ảo thuật, cũng như khắc họa rõ hơn các tuyến nhân vật phụ. Bên cạnh đó, anh cũng điều chỉnh lời thoại, cách ứng xử gần gũi với văn hóa người Việt. Trình tự của một số tình tiết đã được thay đổi so với kịch bản mang lại một nhịp điệu mới so với bản gốc, nhất là trong nửa cuối.
Yêu đi, đừng sợ! được khởi quay từ ngày 6 tháng 3 năm 2017 và quay trong khoảng 5 tuần. Để diễn xuất tốt vai "phù thủy" Tùng thì Ngô Kiến Huy đã được sắp xếp luyện tập với ảo thuật gia Petey Majik trong hai tuần trước khi bấm máy.

## Phát hành
Ngày 4 tháng 8 năm 2017, MV "Yêu em trọn đời", ca khúc của phim được phát hành trực tuyến qua hệ thống Yeah1. Dù có đề tài và phong cách khác với bộ phim, song MV vẫn có những cảnh quay được trích từ bộ phim này. Ngày 19 tháng 8, Only C phát hành MV, ca khúc chủ đề của phim, "Yêu đi, đừng sợ! ". Ngày 22 tháng 8, bộ phim có buổi ra mắt và chiếu thử cho các khách mời.
Yêu đi, đừng sợ! được phát hành chính thức từ ngày 25 tháng 8 năm 2017 và được kiểm duyệt với nhãn C16. Bộ phim thu về 28 tỷ đồng, xếp hạng 7/10 phim điện ảnh Việt Nam doanh thu cao nhất năm 2017.

## Nhạc phim
- "Yêu đi, đừng sợ" - Only C
- "Yêu em trọn đời" - Ngô Kiến Huy
- "Chắc ai đó sẽ về" - Sơn Tùng M-TP
- "Yêu 5" - Rhymastic

## Đón nhận
Dù sau buổi chiếu thử bộ phim nhận được các đánh giá không khả quan nhưng sau ít ngày đầu công chiếu, bộ phim lại nhận được những lời kên "có cánh" đến từ giới chuyên môn. Trong 3 ngày đầu, bộ phim đã đứng hạng 2 doanh thu tại Việt Nam chỉ sau Ghost House.

### Đánh giá
Báo Thể thao & Văn hóa: Khuyết điểm của bộ phim là một số tính tiết không hợp lý, một số tình tiết và lời thoại bê nguyên từ bản gốc và không phù hợp với văn hóa Việt Nam, tạo cảm giác gượng gạo. Theo Zing News: diễn xuất của Ngô Kiến Huy chưa được tốt vì dạng nhân vật anh đảm nhận không phù hợp; Nhã Phương diễn xuất tốt ở các cảnh bi sở trường, các cảnh hài cô diễn không được tự nhiên. Theo cả hai trang báo này, bộ phim đã tạo được cảm xúc riêng, khác biệt với bản chính, việc có thêm nhân vật giúp xử lý giải quyết các vấn đề trong phim hợp lý hơn. Diễn xuất của Kiều Minh Tuấn và đặc biệt là Ái Phương là điểm sáng của phim.

### Giải thưởng
| Năm  | Giải thưởng                        | Hạng mục                    | Đề cử             | Kết quả                    | Chú thích     |
| ---- | ---------------------------------- | --------------------------- | ----------------- | -------------------------- | ------------- |
| 2017 | Liên hoan phim Việt Nam lần thứ 20 | Phim truyện Toàn cảnh       | (bộ phim)         | Giải do khán giả bình chọn | [ 12 ] [ 13 ] |
| 2018 | Giải Cánh diều 2017                | Nữ diễn viên chính xuất sắc | Nhã Phương        | Đoạt giải                  | [ 14 ]        |
| 2018 | Giải Cánh diều 2017                | Thiết kế mỹ thuật xuất sắc  | Trịnh Thiên Thanh | Đoạt giải                  | [ 14 ]        |
| 2018 | Giải Mai Vàng 2017                 | Bộ phim được yêu thích nhất | (bộ phim)         | Đoạt giải                  | [ 15 ]        |